# Namara
Namara fou una localitat de la Síria del sud al nord-est del Djebel Drus, a la vall del uadi l-Sham. Era una etapa en la ruta entre Tadmur i Bosrà o més al sud. Estava a la confluència del uadi l-Sawt i fou un fort romà amb una torre de vigilància; aquestes torres permetien una comunicació ràpida per mitjà de senyals òptics amb altres posicions no gaire allunyades.
Al segle ii els romans van controlar Batanea la població de la qual (àrab nabatea) va esdevenir tributària. El control estava assegurat per la Legio III Cyrenaica, aquarterada a Bosra que incloïa unitats de meharistes (dromedaris) reclutats a la mateixa regió. Al segle iv fou abandonada pels romans com ho prova l'existència de la tomba del rei làkhmida Imru-al-Qays a la proximitat. Després de la batalla d'Adjnadayn, en què els romans d'Orient foren derrotats pels musulmans, aquests van ocupar el Hawran. Dos anys després amb la victòria del general Khàlid ibn al-Walid a la batalla del Yarmuk, Namara va passar a formar part del jund (districte) de Damasc.
La inscripció de Namara, trobada en aquest lloc, té importància lingüística i històrica. Fou descoberta l'abril de 1901 pels francesos Rene Dussaud i F. Macler, a 60 km al sud-est de Damasc i a l'est de la mar de Galilea. Es va trobar un mausoleu que va resultar el d'Imru-al-Qays el segon rei dels làkhmides que en aquest temps eren aliats romans però més tard es van traslladar més a l'est i foren vassalls perses. La inscripció esmenta diversos fets de la vida del rei i dona la data de la seva mort.
La inscripció diu: "Aquesta és la tomba d'Amru l-Qais, fill d'Amr, rei de tots els àrabs, el que va cenyir la diadema (al-tadj), va sotmetre als Banu Asad i als Nizar i els seus reis, va derrotar a Ma[dh]hij, fins al dia que va anar a atacar Najran, vila de Shamir, el que va sotmetre a la tribu de Ma'add, el que va repartir entre els seus fills les tribus i les va repartir entre preses i romans. Cap rei no ha arribat a la seva gloria fins avui. Va morir l'any 233 el dia 7 de Kesloul (7 de desembre). Que la felicitat arribi a la seva posteritat".